# Округ Отава (Канзас)
Округ Отава (енгл. Ottawa County) је округ у америчкој савезној држави Канзас. По попису из 2010. године број становника је 6.091. Седиште округа је град Минеаполис.

## Демографија
Према попису становништва из 2010. у округу је живело 6.091 становника, што је 72 (1,2%) становника мање него 2000. године.
| Група             | 2000.         | 2010.         |
| Белци             | 5.969 (96,9%) | 5.828 (95,7%) |
| Афроамериканци    | 33 (0,5%)     | 49 (0,8%)     |
| Азијати           | 8 (0,1%)      | 9 (0,1%)      |
| Хиспаноамериканци | 80 (1,3%)     | 121 (2,0%)    |
| Укупно            | 6.163         | 6.091         |